# Xenofon Zolotas
Xenofon Zolotas (Grieks: Ξενοφών Ζολώτας) (Athene, 26 maart 1904 – aldaar, 10 juni 2004) was een prominente Griekse econoom en korte tijd premier van Griekenland.

## Levensloop
Zolotas studeerde economie aan de Universiteit van Athene, en later in Leipzig en Parijs. Hij kwam uit een welvarende familie van goudsmeden. In 1928 werd hij hoogleraar Economie aan de Universiteit van Athene. Deze functie behield hij tot 1968. Toen trad hij af als protest tegen de instelling van het kolonelsregime.
In 1946 was hij bestuurslid van het United Nations Relief and Rehabilitation Administration. Tijdens de periode van 1946 tot 1981 had hij ook zitting op verschillende belangrijke posten binnen het Internationaal Monetair Fonds. In de periodes van 1944 tot 1945, 1955 tot 1967 en 1974 tot 1981 was hij ook gouverneur van de Bank van Griekenland. Ook publiceerde hij een groot aantal boeken over economische onderwerpen. Ook werd hij bekend met een tweetal speeches in het Engels waarvoor hij alleen woorden gebruikte die hun oorsprong hebben in het Grieks.
Bij de parlementsverkiezingen in november 1989 wist geen van de partijen een absolute meerderheid te vormen. De niet-partijgebonden Zolotas stemde er daarom mee in om een regering samen te stellen waarin alle partijen vertegenwoordigd waren, tot de nieuwe verkiezingen. Bij deze parlementsverkiezingen, in april 1990, wist Nea Dimokratia onder leiding van Konstantinos Mitsotakis een absolute meerderheid te vormen. Mitsotakis volgde Xenotas daarom op als premier.
Zolotas stierf op 100-jarige leeftijd.
- Bibliothèque nationale de France: cb12707683h (data)
- CiNii: DA01268439
- Gemeinsame Normdatei: 127354360
- International Standard Name Identifier: 0000 0001 2127 4682
- Library of Congress Control Number: n50015729
- Nationale bibliotheek van Australië: 35627873
- Nationale Bibliotheek van Israël: 987007603491405171
- Nederlandse Thesaurus van Auteursnamen: 068170009
- LIBRIS: 327762
- Système universitaire de documentation: 06719897X
- Trove: 1021023
- Virtual International Authority File: 34581830
- WorldCat: E39PBJy4fk3wkF83JJbgK4QrMP